# Club Deportivo Zarautz
Actualités
Le  CD Zarautz est un club espagnol de handball, situé à Zarautz dans la Communauté autonome du Pays basque.
Actuellement, le club évolue en División de Honor Plata (division 2).